# 置換反応
置換反応（ちかんはんのう）とは有機化学において、化合物の同一原子上で置換基が置き換わる化学反応のことを指す。一般的に結合エネルギーが高い結合から結合エネルギーの低い結合へと置き換わる反応が進行しやすい。
置換反応は大きく求核置換反応と求電子置換反応（親電子置換反応とも言う）に分けられる。求核置換反応は反応機構別に SN2反応やSN1反応などのさまざまな形式に分類される。親電子置換反応は芳香環によく見られる反応である。また、置き換わる分子の数によって、単置換反応と二重置換反応に分けられる。
反応機構は求核置換反応、芳香族求核置換反応、芳香族求電子置換反応の項に詳しい。
芳香族求電子置換反応の場合、反応が同一原子上に限定されて進行するわけではないので厳密には置換反応の定義から外れるが、反応前後の様式から置換反応と呼ばれる。